# Lista över fornlämningar i Norrtälje kommun (Fasterna)
Lista över fornlämningar i Norrtälje kommun (Fasterna) är en förteckning av ett urval av de fornlämningar som finns i Fasterna i Norrtälje kommun.
| Namn                             | Lämningstyp             | Tillkomsttid | Historisk indelning | Plats | Läge                 | ID-nr          | Bild                                      |
| -------------------------------- | ----------------------- | ------------ | ------------------- | ----- | -------------------- | -------------- | ----------------------------------------- |
| Fasterna 2:1                     | Stensättning            |              | Fasterna, Uppland   |       | 59.795889, 18.317475 | 10001800020001 | Ladda upp en bild av detta fornminne      |
| Fasterna 4:1                     | Röse                    |              | Fasterna, Uppland   |       | 59.795949, 18.320886 | 10001800040001 | Ladda upp en bild av detta fornminne      |
| Fasterna 4:2                     | Stensättning            |              | Fasterna, Uppland   |       | 59.795715, 18.321212 | 10001800040002 | Ladda upp en bild av detta fornminne      |
| Fasterna 6:1                     | Gravfält                |              | Fasterna, Uppland   |       | 59.792873, 18.307341 | 10001800060001 | Ladda upp en bild av detta fornminne      |
| Tjärdalsbacken (Fasterna 9:1)    | Hög                     |              | Fasterna, Uppland   |       | 59.792284, 18.310781 | 10001800090001 | Ladda upp en bild av detta fornminne      |
| Tjärdalsbacken (Fasterna 9:2)    | Stensättning            |              | Fasterna, Uppland   |       | 59.792125, 18.310978 | 10001800090002 | Ladda upp en bild av detta fornminne      |
| Fasterna 12:1                    | Stensättning            |              | Fasterna, Uppland   |       | 59.793029, 18.320275 | 10001800120001 | Ladda upp en bild av detta fornminne      |
| Fasterna 12:2                    | Stensättning            |              | Fasterna, Uppland   |       | 59.792863, 18.320251 | 10001800120002 | Ladda upp en bild av detta fornminne      |
| Fasterna 12:4                    | Stensättning            |              | Fasterna, Uppland   |       | 59.792608, 18.321216 | 10001800120004 | Ladda upp en bild av detta fornminne      |
| Lundbacken (Fasterna 15:1)       | Gravfält                |              | Fasterna, Uppland   |       | 59.782739, 18.308961 | 10001800150001 | Ladda upp en bild av detta fornminne      |
| Fasterna 16:1                    | Stensättning            |              | Fasterna, Uppland   |       | 59.782333, 18.312891 | 10001800160001 | Ladda upp en bild av detta fornminne      |
| Fasterna 17:1                    | Gravfält                |              | Fasterna, Uppland   |       | 59.790972, 18.308489 | 10001800170001 | Ladda upp en bild av detta fornminne      |
| Fasterna 20:1                    | Gravfält                |              | Fasterna, Uppland   |       | 59.788272, 18.307693 | 10001800200001 | Ladda upp en bild av detta fornminne      |
| Jutunbacken (Fasterna 21:1)      | Stensättning            |              | Fasterna, Uppland   |       | 59.791377, 18.316155 | 10001800210001 | Ladda upp en bild av detta fornminne      |
| Jutunbacken (Fasterna 21:2)      | Stensättning            |              | Fasterna, Uppland   |       | 59.791201, 18.316194 | 10001800210002 | Ladda upp en bild av detta fornminne      |
| Jutunbacken (Fasterna 21:3)      | Stensättning            |              | Fasterna, Uppland   |       | 59.791211, 18.316005 | 10001800210003 | Ladda upp en bild av detta fornminne      |
| Fasterna 22:1                    | Gravfält                |              | Fasterna, Uppland   |       | 59.789773, 18.320141 | 10001800220001 | Ladda upp en bild av detta fornminne      |
| Fasterna 27:1                    | Kyrka/kapell            |              | Fasterna, Uppland   |       | 59.782540, 18.306475 | 10001800270001 | Ladda upp en bild av detta fornminne      |
| Fasterna 32:1                    | Röse                    |              | Fasterna, Uppland   |       | 59.802877, 18.273499 | 10001800320001 | Ladda upp en bild av detta fornminne      |
| Fasterna 33:1                    | Gravfält                |              | Fasterna, Uppland   |       | 59.795078, 18.273754 | 10001800330001 | Ladda upp en bild av detta fornminne      |
| Fasterna 34:1                    | Stensättning            |              | Fasterna, Uppland   |       | 59.795545, 18.267432 | 10001800340001 | Ladda upp en bild av detta fornminne      |
| Fasterna 34:2                    | Stensättning            |              | Fasterna, Uppland   |       | 59.795574, 18.267176 | 10001800340002 | Ladda upp en bild av detta fornminne      |
| Fasterna 35:1                    | Röse                    |              | Fasterna, Uppland   |       | 59.802115, 18.263121 | 10001800350001 | Ladda upp en bild av detta fornminne      |
| Fasterna 36:1                    | Röse                    |              | Fasterna, Uppland   |       | 59.806037, 18.280912 | 10001800360001 | Ladda upp en bild av detta fornminne      |
| Fasterna 37:1                    | Gravfält                |              | Fasterna, Uppland   |       | 59.788355, 18.261577 | 10001800370001 | Ladda upp en bild av detta fornminne      |
| Fasterna 40:1                    | Gravfält                |              | Fasterna, Uppland   |       | 59.792311, 18.260643 | 10001800400001 | Ladda upp en bild av detta fornminne      |
| Fasterna 41:1                    | Gravfält                |              | Fasterna, Uppland   |       | 59.791632, 18.258674 | 10001800410001 | Ladda upp en bild av detta fornminne      |
| Fasterna 46:1                    | Gravfält                |              | Fasterna, Uppland   |       | 59.764439, 18.238655 | 10001800460001 | Ladda upp en bild av detta fornminne      |
| Mörby slottsruin (Fasterna 49:1) | Slott/herresäte         |              | Fasterna, Uppland   |       | 59.765006, 18.241927 | 10001800490001 | Ladda upp en till bild av detta fornminne |
| Fasterna 49:2                    | Husgrund, historisk tid |              | Fasterna, Uppland   |       | 59.764595, 18.240678 | 10001800490002 | Ladda upp en bild av detta fornminne      |
| Fasterna 53:1                    | Stensättning            |              | Fasterna, Uppland   |       | 59.765399, 18.212810 | 10001800530001 | Ladda upp en bild av detta fornminne      |
| Fasterna 53:2                    | Stensättning            |              | Fasterna, Uppland   |       | 59.765361, 18.213032 | 10001800530002 | Ladda upp en bild av detta fornminne      |
| Fasterna 54:1                    | Gravfält                |              | Fasterna, Uppland   |       | 59.765038, 18.214599 | 10001800540001 | Ladda upp en bild av detta fornminne      |
| Fasterna 56:1                    | Röse                    |              | Fasterna, Uppland   |       | 59.766907, 18.210040 | 10001800560001 | Ladda upp en bild av detta fornminne      |
| Fasterna 58:1                    | Röse                    |              | Fasterna, Uppland   |       | 59.739916, 18.242948 | 10001800580001 | Ladda upp en bild av detta fornminne      |
| Fasterna 59:1                    | Runristning             |              | Fasterna, Uppland   |       | 59.736143, 18.263058 | 10001800590001 | Ladda upp en till bild av detta fornminne |
| Fasterna 62:1                    | Stensättning            |              | Fasterna, Uppland   |       | 59.737187, 18.262861 | 10001800620001 | Ladda upp en bild av detta fornminne      |
| Fasterna 63:1                    | Röse                    |              | Fasterna, Uppland   |       | 59.770179, 18.206068 | 10001800630001 | Ladda upp en bild av detta fornminne      |
| Fasterna 64:1                    | Röse                    |              | Fasterna, Uppland   |       | 59.770108, 18.207234 | 10001800640001 | Ladda upp en bild av detta fornminne      |
| Fasterna 64:2                    | Stensättning            |              | Fasterna, Uppland   |       | 59.770227, 18.207204 | 10001800640002 | Ladda upp en bild av detta fornminne      |
| Fasterna 65:1                    | Gravfält                |              | Fasterna, Uppland   |       | 59.768905, 18.208066 | 10001800650001 | Ladda upp en bild av detta fornminne      |
| Fasterna 66:1                    | Röse                    |              | Fasterna, Uppland   |       | 59.773973, 18.210489 | 10001800660001 | Ladda upp en bild av detta fornminne      |
| Fasterna 66:2                    | Röse                    |              | Fasterna, Uppland   |       | 59.773847, 18.210624 | 10001800660002 | Ladda upp en bild av detta fornminne      |
| Fasterna 66:3                    | Röse                    |              | Fasterna, Uppland   |       | 59.773628, 18.210177 | 10001800660003 | Ladda upp en bild av detta fornminne      |
| Fasterna 67:1                    | Röse                    |              | Fasterna, Uppland   |       | 59.773095, 18.209319 | 10001800670001 | Ladda upp en bild av detta fornminne      |
| Fasterna 67:2                    | Stensättning            |              | Fasterna, Uppland   |       | 59.772883, 18.209591 | 10001800670002 | Ladda upp en bild av detta fornminne      |
| Fasterna 68:1                    | Stensättning            |              | Fasterna, Uppland   |       | 59.774346, 18.213305 | 10001800680001 | Ladda upp en bild av detta fornminne      |
| Fasterna 69:1                    | Stensättning            |              | Fasterna, Uppland   |       | 59.773577, 18.214091 | 10001800690001 | Ladda upp en bild av detta fornminne      |
| Fasterna 70:1                    | Röse                    |              | Fasterna, Uppland   |       | 59.773094, 18.216168 | 10001800700001 | Ladda upp en bild av detta fornminne      |
| Fasterna 70:2                    | Stensättning            |              | Fasterna, Uppland   |       | 59.772867, 18.216131 | 10001800700002 | Ladda upp en bild av detta fornminne      |
| Fasterna 70:3                    | Stensättning            |              | Fasterna, Uppland   |       | 59.772684, 18.215954 | 10001800700003 | Ladda upp en bild av detta fornminne      |
| Fasterna 70:4                    | Stensättning            |              | Fasterna, Uppland   |       | 59.772561, 18.215904 | 10001800700004 | Ladda upp en bild av detta fornminne      |
| Fasterna 71:1                    | Röse                    |              | Fasterna, Uppland   |       | 59.775757, 18.219150 | 10001800710001 | Ladda upp en bild av detta fornminne      |
| Fasterna 72:1                    | Röse                    |              | Fasterna, Uppland   |       | 59.776026, 18.218173 | 10001800720001 | Ladda upp en bild av detta fornminne      |
| Fasterna 73:1                    | Stensättning            |              | Fasterna, Uppland   |       | 59.775432, 18.220773 | 10001800730001 | Ladda upp en bild av detta fornminne      |
| Fasterna 73:2                    | Stensättning            |              | Fasterna, Uppland   |       | 59.775247, 18.220745 | 10001800730002 | Ladda upp en bild av detta fornminne      |
| Fasterna 73:3                    | Hög                     |              | Fasterna, Uppland   |       | 59.775191, 18.220463 | 10001800730003 | Ladda upp en bild av detta fornminne      |
| Fasterna 74:1                    | Gravfält                |              | Fasterna, Uppland   |       | 59.775137, 18.221554 | 10001800740001 | Ladda upp en bild av detta fornminne      |
| Fasterna 75:1                    | Röse                    |              | Fasterna, Uppland   |       | 59.776379, 18.220279 | 10001800750001 | Ladda upp en bild av detta fornminne      |
| Fasterna 76:1                    | Röse                    |              | Fasterna, Uppland   |       | 59.776269, 18.221428 | 10001800760001 | Ladda upp en bild av detta fornminne      |
| Fasterna 77:1                    | Stensättning            |              | Fasterna, Uppland   |       | 59.776703, 18.223130 | 10001800770001 | Ladda upp en bild av detta fornminne      |
| Fasterna 78:1                    | Röse                    |              | Fasterna, Uppland   |       | 59.777882, 18.226217 | 10001800780001 | Ladda upp en bild av detta fornminne      |
| Fasterna 78:2                    | Stensättning            |              | Fasterna, Uppland   |       | 59.778000, 18.226056 | 10001800780002 | Ladda upp en bild av detta fornminne      |
| Fasterna 78:3                    | Stensättning            |              | Fasterna, Uppland   |       | 59.777834, 18.226041 | 10001800780003 | Ladda upp en bild av detta fornminne      |
| Fasterna 79:1                    | Stensättning            |              | Fasterna, Uppland   |       | 59.779001, 18.226768 | 10001800790001 | Ladda upp en bild av detta fornminne      |
| Fasterna 79:2                    | Stensättning            |              | Fasterna, Uppland   |       | 59.779070, 18.226912 | 10001800790002 | Ladda upp en bild av detta fornminne      |
| Fasterna 79:3                    | Röse                    |              | Fasterna, Uppland   |       | 59.779208, 18.227051 | 10001800790003 | Ladda upp en bild av detta fornminne      |
| Fasterna 80:1                    | Röse                    |              | Fasterna, Uppland   |       | 59.779763, 18.229512 | 10001800800001 | Ladda upp en bild av detta fornminne      |
| Fasterna 82:1                    | Gravfält                |              | Fasterna, Uppland   |       | 59.773287, 18.244701 | 10001800820001 | Ladda upp en bild av detta fornminne      |
| Fasterna 83:1                    | Gravfält                |              | Fasterna, Uppland   |       | 59.772534, 18.240197 | 10001800830001 | Ladda upp en bild av detta fornminne      |
| Fasterna 86:1                    | Gravfält                |              | Fasterna, Uppland   |       | 59.774953, 18.231703 | 10001800860001 | Ladda upp en bild av detta fornminne      |
| Fasterna 87:1                    | Gravfält                |              | Fasterna, Uppland   |       | 59.775398, 18.234106 | 10001800870001 | Ladda upp en bild av detta fornminne      |
| Fasterna 88:1                    | Röse                    |              | Fasterna, Uppland   |       | 59.785512, 18.232399 | 10001800880001 | Ladda upp en bild av detta fornminne      |
| Fasterna 88:2                    | Stensättning            |              | Fasterna, Uppland   |       | 59.785684, 18.232576 | 10001800880002 | Ladda upp en bild av detta fornminne      |
| Fasterna 88:3                    | Stensättning            |              | Fasterna, Uppland   |       | 59.785589, 18.231564 | 10001800880003 | Ladda upp en bild av detta fornminne      |
| Fasterna 88:4                    | Stensättning            |              | Fasterna, Uppland   |       | 59.785602, 18.230888 | 10001800880004 | Ladda upp en bild av detta fornminne      |
| Fasterna 88:5                    | Stensättning            |              | Fasterna, Uppland   |       | 59.785447, 18.230876 | 10001800880005 | Ladda upp en bild av detta fornminne      |
| Fasterna 89:1                    | Röse                    |              | Fasterna, Uppland   |       | 59.786024, 18.229831 | 10001800890001 | Ladda upp en bild av detta fornminne      |
| Fasterna 89:2                    | Röse                    |              | Fasterna, Uppland   |       | 59.785835, 18.229448 | 10001800890002 | Ladda upp en bild av detta fornminne      |
| Fasterna 90:1                    | Fornborg                |              | Fasterna, Uppland   |       | 59.784861, 18.243622 | 10001800900001 | Ladda upp en bild av detta fornminne      |
| Fasterna 92:1                    | Gravfält                |              | Fasterna, Uppland   |       | 59.786363, 18.262108 | 10001800920001 | Ladda upp en bild av detta fornminne      |
| Fasterna 93:1                    | Gravfält                |              | Fasterna, Uppland   |       | 59.787287, 18.260827 | 10001800930001 | Ladda upp en bild av detta fornminne      |
| Fasterna 94:1                    | Gravfält                |              | Fasterna, Uppland   |       | 59.788083, 18.259685 | 10001800940001 | Ladda upp en bild av detta fornminne      |
| Fasterna 95:1                    | Gravfält                |              | Fasterna, Uppland   |       | 59.785783, 18.261033 | 10001800950001 | Ladda upp en bild av detta fornminne      |
| Fasterna 96:1                    | Gravfält                |              | Fasterna, Uppland   |       | 59.778073, 18.256005 | 10001800960001 | Ladda upp en bild av detta fornminne      |
| Fasterna 97:1                    | Gravfält                |              | Fasterna, Uppland   |       | 59.775989, 18.254393 | 10001800970001 | Ladda upp en bild av detta fornminne      |
| Fasterna 98:1                    | Stensättning            |              | Fasterna, Uppland   |       | 59.786235, 18.328807 | 10001800980001 | Ladda upp en bild av detta fornminne      |
| Fasterna 99:1                    | Gravfält                |              | Fasterna, Uppland   |       | 59.774753, 18.314944 | 10001800990001 | Ladda upp en bild av detta fornminne      |
| Fasterna 100:1                   | Gravfält                |              | Fasterna, Uppland   |       | 59.781132, 18.312004 | 10001801000001 | Ladda upp en bild av detta fornminne      |
| Fasterna 108:1                   | Gravfält                |              | Fasterna, Uppland   |       | 59.799369, 18.284846 | 10001801080001 | Ladda upp en bild av detta fornminne      |
| Fasterna 109:1                   | Röse                    |              | Fasterna, Uppland   |       | 59.802022, 18.283005 | 10001801090001 | Ladda upp en bild av detta fornminne      |
| Fasterna 116:1                   | Stensättning            |              | Fasterna, Uppland   |       | 59.776156, 18.219150 | 10001801160001 | Ladda upp en bild av detta fornminne      |
| Fasterna 117:1                   | Stensättning            |              | Fasterna, Uppland   |       | 59.775190, 18.215842 | 10001801170001 | Ladda upp en bild av detta fornminne      |
| Fasterna 120:1                   | Hög                     |              | Fasterna, Uppland   |       | 59.775707, 18.246248 | 10001801200001 | Ladda upp en bild av detta fornminne      |
| Fasterna 120:2                   | Stensättning            |              | Fasterna, Uppland   |       | 59.775559, 18.246251 | 10001801200002 | Ladda upp en bild av detta fornminne      |
| Fasterna 120:3                   | Hög                     |              | Fasterna, Uppland   |       | 59.775337, 18.246591 | 10001801200003 | Ladda upp en bild av detta fornminne      |
| Fasterna 122:1                   | Gravfält                |              | Fasterna, Uppland   |       | 59.783134, 18.262686 | 10001801220001 | Ladda upp en bild av detta fornminne      |
| Fasterna 124:1                   | Gravfält                |              | Fasterna, Uppland   |       | 59.801228, 18.269889 | 10001801240001 | Ladda upp en bild av detta fornminne      |
| Fasterna 125:1                   | Stensättning            |              | Fasterna, Uppland   |       | 59.801404, 18.271633 | 10001801250001 | Ladda upp en bild av detta fornminne      |
| Fasterna 125:2                   | Stensättning            |              | Fasterna, Uppland   |       | 59.801780, 18.271753 | 10001801250002 | Ladda upp en bild av detta fornminne      |
| Fasterna 126:1                   | Stensättning            |              | Fasterna, Uppland   |       | 59.764566, 18.217973 | 10001801260001 | Ladda upp en bild av detta fornminne      |
| Fasterna 126:2                   | Stensättning            |              | Fasterna, Uppland   |       | 59.764871, 18.218816 | 10001801260002 | Ladda upp en bild av detta fornminne      |
| Fasterna 136:1                   | Stensättning            |              | Fasterna, Uppland   |       | 59.796880, 18.320235 | 10001801360001 | Ladda upp en bild av detta fornminne      |
| Fasterna 139:1                   | Stensättning            |              | Fasterna, Uppland   |       | 59.787465, 18.327560 | 10001801390001 | Ladda upp en bild av detta fornminne      |
| Fasterna 139:2                   | Stensättning            |              | Fasterna, Uppland   |       | 59.787412, 18.327696 | 10001801390002 | Ladda upp en bild av detta fornminne      |
| Fasterna 140:1                   | Hög                     |              | Fasterna, Uppland   |       | 59.787344, 18.306405 | 10001801400001 | Ladda upp en bild av detta fornminne      |
| Fasterna 142:1                   | Stensättning            |              | Fasterna, Uppland   |       | 59.783955, 18.331118 | 10001801420001 | Ladda upp en bild av detta fornminne      |
| Fasterna 150:1                   | Stensättning            |              | Fasterna, Uppland   |       | 59.739303, 18.245755 | 10001801500001 | Ladda upp en bild av detta fornminne      |
| Fasterna 151:1                   | Stensättning            |              | Fasterna, Uppland   |       | 59.739677, 18.249022 | 10001801510001 | Ladda upp en bild av detta fornminne      |
| Fasterna 153:1                   | Stensättning            |              | Fasterna, Uppland   |       | 59.780764, 18.225066 | 10001801530001 | Ladda upp en bild av detta fornminne      |
| Fasterna 154:1                   | Röse                    |              | Fasterna, Uppland   |       | 59.774695, 18.213433 | 10001801540001 | Ladda upp en bild av detta fornminne      |
| Fasterna 155:1                   | Röse                    |              | Fasterna, Uppland   |       | 59.773485, 18.211726 | 10001801550001 | Ladda upp en bild av detta fornminne      |
| Fasterna 156:1                   | Stensättning            |              | Fasterna, Uppland   |       | 59.793714, 18.262073 | 10001801560001 | Ladda upp en bild av detta fornminne      |
| Fasterna 157:1                   | Stensättning            |              | Fasterna, Uppland   |       | 59.802295, 18.267736 | 10001801570001 | Ladda upp en bild av detta fornminne      |
| Fasterna 158:1                   | Gravfält                |              | Fasterna, Uppland   |       | 59.802516, 18.269894 | 10001801580001 | Ladda upp en bild av detta fornminne      |
| Fasterna 159:1                   | Hög                     |              | Fasterna, Uppland   |       | 59.773999, 18.234511 | 10001801590001 | Ladda upp en bild av detta fornminne      |
| Fasterna 159:2                   | Stensättning            |              | Fasterna, Uppland   |       | 59.773805, 18.234374 | 10001801590002 | Ladda upp en bild av detta fornminne      |
| Fasterna 159:3                   | Hög                     |              | Fasterna, Uppland   |       | 59.773713, 18.234058 | 10001801590003 | Ladda upp en bild av detta fornminne      |
| Fasterna 163:1                   | Gravfält                |              | Fasterna, Uppland   |       | 59.801994, 18.285023 | 10001801630001 | Ladda upp en bild av detta fornminne      |